# Bernard de Saxe-Weimar
Pour les articles homonymes, voir Bernard.
Bernard de Saxe-Weimar, né le 16 août 1604 à Weimar et mort le 18 juillet 1639 à Neuenburg am Rhein, onzième enfant de Jean, duc de Saxe-Weimar et de Dorothée-Marie d'Anhalt, est un général qui s’est rendu célèbre pendant la guerre de Trente Ans.

## Biographie
Il étudie à Iéna, puis fréquente la cour de l’électeur de Saxe.
Au début de la guerre de Trente Ans, il choisit le camp protestant, dans lequel il sert sous les ordres de Mansfeld à Wiesloch en 1622, et du comte de Baden à Wimpfen (1622), et avec son frère Guillaume à Stadtlohn en 1623. Il participe aux campagnes de Christian IV, roi du Danemark. Quand celui-ci se retire du combat, Bernard part en Hollande où il est présent lors du siège de Bois-le-Duc en 1629.

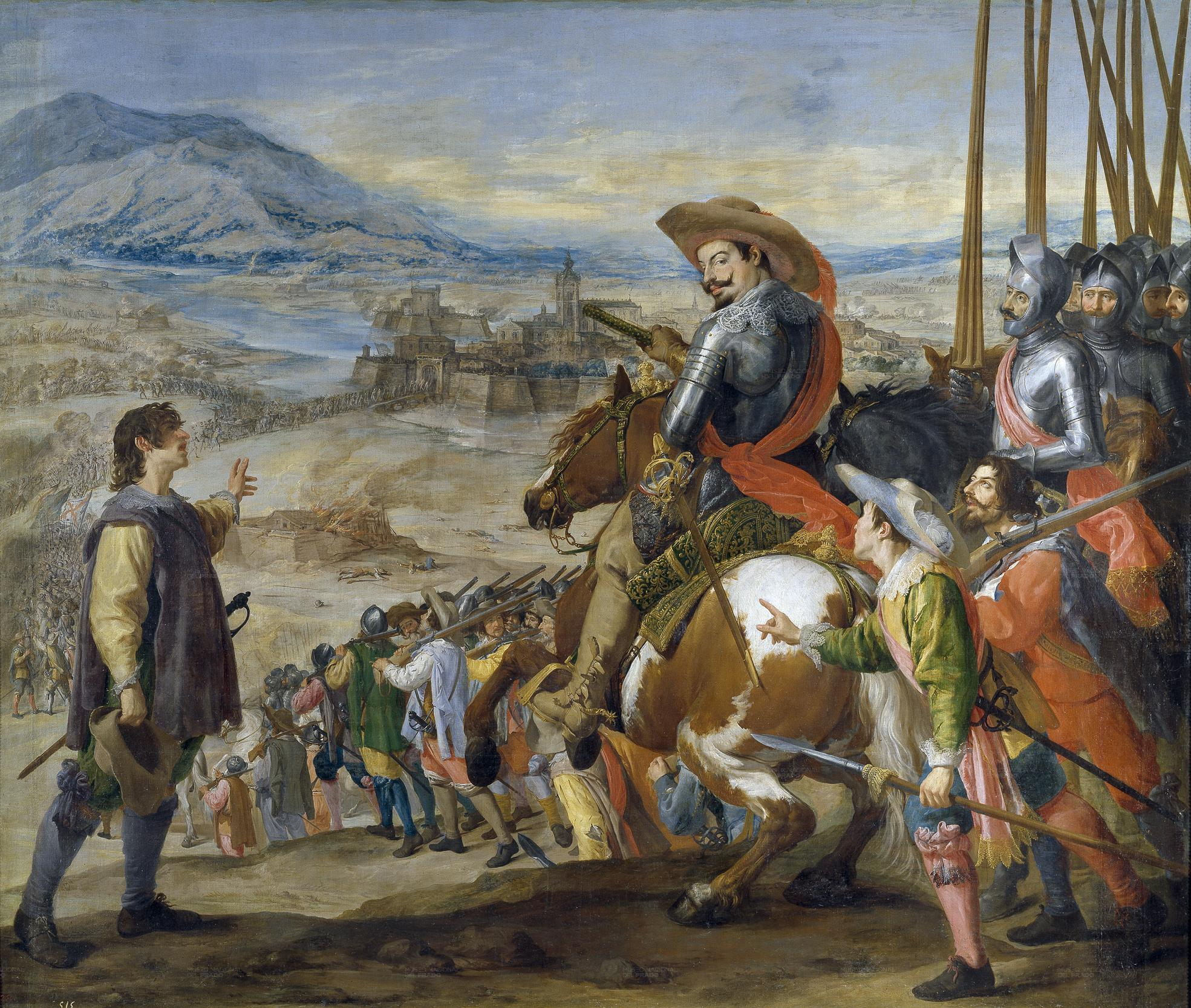
L’armée du duc Bernhard de Weimar marche sur Brisach en 1638.

Il sert sous Gustave II Adolphe de Suède, et chasse les Impériaux de Hesse-Cassel, participe à la prise de Wurtzbourg en 1631, passe le Rhin à Oppenheim, surprend Mannheim, et remporte plusieurs combats face à Albrecht von Wallenstein, le principal commandant impérial.
Il prend le commandement de l’armée, après la mort de Gustave-Adolphe à la bataille de Lützen en novembre 1632, et repousse les impériaux. Privé par Axel Oxenstierna d’une moitié de l’armée et mis sous les ordres de Gustaf Horn, il n’en fait pas moins capituler Ratisbonne ; mais il est mis en échec en 1634 à Nordlingen.
Écarté par les Suédois à la suite de ce revers, il se met au service de la France, qui est entrée dans la ligue protestante, délivre ou prend diverses villes, entre autres Mayence en 1635, seconde les manœuvres d’Henri II de Bourbon-Condé dans le comté de Bourgogne en 1636, conquiert l’Alsace sur les Impériaux, les bat en 1638 à Rheinfeld, et prend Fribourg et Vieux Brisach.
L’année suivante, il tente à nouveau, à la demande de Richelieu, la conquête du comté de Bourgogne, à la tête de son armée de soldats recrutés en Allemagne, communément appelés « Suédois ».

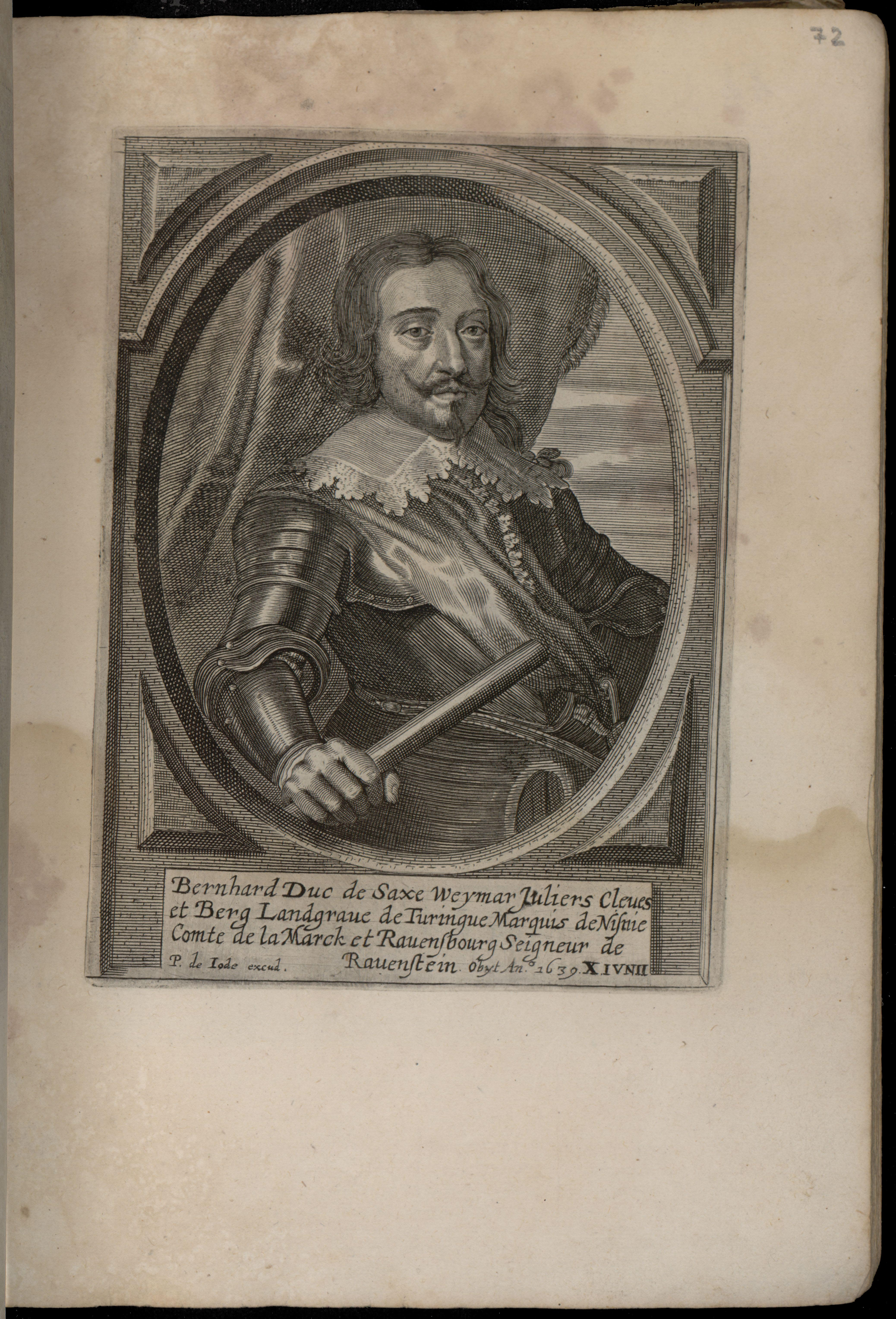
Portrait de Bernard de Saxe-Weimar

Avec ses bandes mi-suédoises, mi-allemandes, Bernard de Saxe-Weimar ravage le pays comtois avec une sauvagerie inouïe et l’évocation de ses « Suédois » sème la terreur parmi les populations. Il demeure tristement célèbre pour ses exactions. Robert Fonville écrit : « L’Allemand Saxe-Weimar, lui, suivait le génie de sa race. Il faisait brûler les villages dont les habitants étaient repoussés dans les flammes ; et lorsque les paysans s’enfuyant à son approche, allaient se cacher dans la montagne, le soudard germain, lorsqu’il découvrait ces cachettes, faisait murer vivants les pauvres fugitifs au fond de leur retraite, et puis satisfait, il ordonnait de gazonner l’ouverture, et d’y planter des arbres. »
Il meurt au milieu de ses succès à Neuenburg am Rhein, en juillet 1639, enlevé par la fièvre ou, selon d’autres, par le poison. Sans possession personnelle, il a tenté d’utiliser sa position et ses troupes pour se tailler un État constitué de seigneuries alsaciennes, catholiques et protestantes, et de seigneuries sur la rive droite du Rhin.
Il est à l’origine du 1er régiment de cuirassiers français portant le nom de régiment de Saxe-Weimar.